# Digitaltryck
Digitaltrycket har under de senaste åren[när?] mer och mer börjat komplettera den traditionella trycktekniken, offset.
Till skillnad från konventionella tryckmetoder överförs informationen i en helt digital process från datamediet, och då ofta via en webbserver, direkt till det material som trycket skall ske på. Fördelarna med tekniken är att inga tryckplåtar behöver användas och att ändringar kan göras sent i produktionen. Delar av sidor, hela sidor och avsnitt ur brev, broschyrer och böcker kan plockas ihop och varieras efter behov och produktionen kan anpassas till olika mottagare/kunder till låg kostnad. Ibland kallas digitaltryck för just kundstyrt tryck. Upplagan är torr och klar för direkt distribution eller för efterbearbetning i samma stund som den kommer ur maskinen. Beroende av typ av printer kan trycket ske på papper i ark eller på papper i rulle. Tryckkostnaden per ark är oftast högre vid digitaltryck än vid traditionellt tryck, men startkostnaden är i stället avsevärt lägre.
Digitaltryck är väl lämpat för mindre upplagor, för provutgåvor, för utgåvor med individuell anpassning (till exempel fordonsmanualer) och andra liknande produkter. Även tryck i färg görs med god färgåtergivning.
Digitaltryck kan möjliggöra för en utgivare att hålla många böcker "i lager" utan någon större lagerkostnad. Efterfrågat tryck görs då vid behov. Samma teknik används för att underlätta återkommande inköp av exempelvis visitkort, brevpapper, kuvert och andra standardtrycksaker.
Utgivning av äldre litteratur kan göras lönsam med hjälp av inskanning och digitalt tryck.
Digitaltryck för export, där utskriften/trycket görs lokalt på plats i annat land, kan även vara ett sätt att sänka produktionskostnaderna (inga transportkostnader eller tullavgifter), för till exempel omfattande katalogtryck eller instruktionsmanualer.